# جورج لوسون ميلن
جورج لوسون ميلن هو سياسي كندي، ولد في 19 أبريل 1850، وتوفي في 13 مارس 1933.